# Socha svatého Floriána (Ústí nad Orlicí)
Pískovcová socha svatého Floriána, ochránce proti ohni se nalézá v Hakenově ulici v okresním městě Ústí nad Orlicí. Socha pocházející z roku 1852 byla původně umístěna u hostince v Královéhradecké ulici, poté byla v roce 1982 přemístěna na městský hřbitov a následně po opravě v roce 2003 na současné místo v Hakenově ulici. Socha je od roku 1958 chráněna jako kulturní památka ČR.

## Popis
Socha svatého Floriána stojí na dvou pískovcových schodech naproti hasičské zbrojnici v Hakenově ulici. 
Na pískovcových schodech stojí nízký, nahoře okosený hranolový sokl, na kterém stojí pilíř ozdobený volutami na bocích. Čelní strana pilíře je ozdobena akantovým vzorkem s hlavičkami andílků a je nahoře zakončena segmentově prohnutou profilovanou římsou. Vpředu na pilíři je vytesán nápis: „NAŠE MĚSTO VEZMI POD OCHRANU/ PŘED POVODNÍ, ZHOUBNÝM PLAMENEM,/ SVOU PŘÍMLUVU PROPŮJČ ZA OBRANU,/ NAŠÍ ÚTĚCHY BUĎ HOJNÝM PRAME-/ NEM. Nápis na zadní straně s chronogramem: SVATÉMV FLORIÁNV/ OCHRÁNCI PROTI OHNI KE CTI/ A K OSLAVENI BOHA, POSTA-/ VILI SOCHV TVTO OCHOTNI/ CTITELOVÉ/ JEHO.“
Na římse stojí na nízkém podstavci socha svatého Floriána v tradičním pojetí v šatě římského vojáka s praporcem v levé ruce. U pravé nohy světce je hořící dům a v pravé ruce drží světec puténku s vodou.  

## Galerie

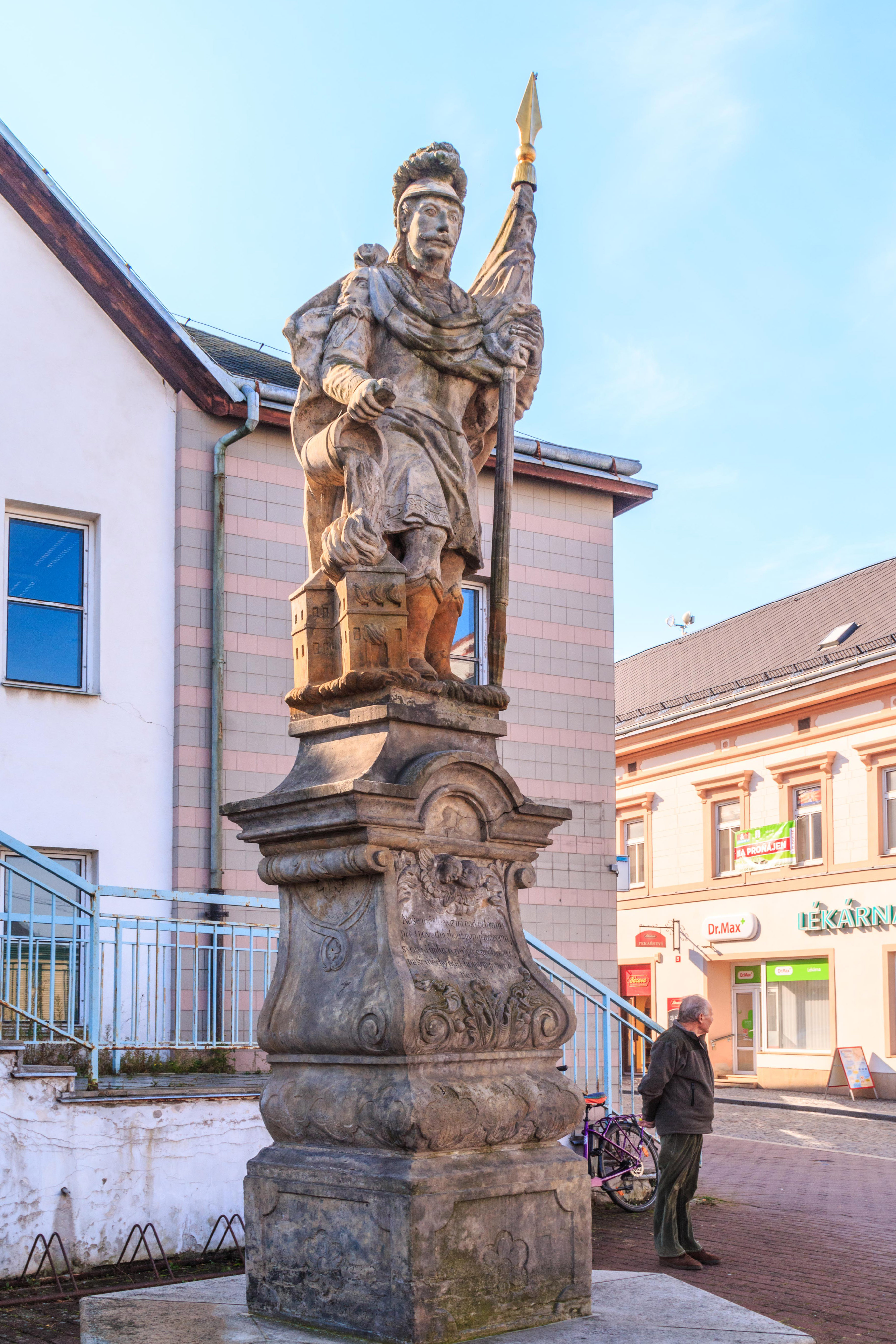
Socha svatého Floriána v ulici Hakenově v Ústí nad Orlicí
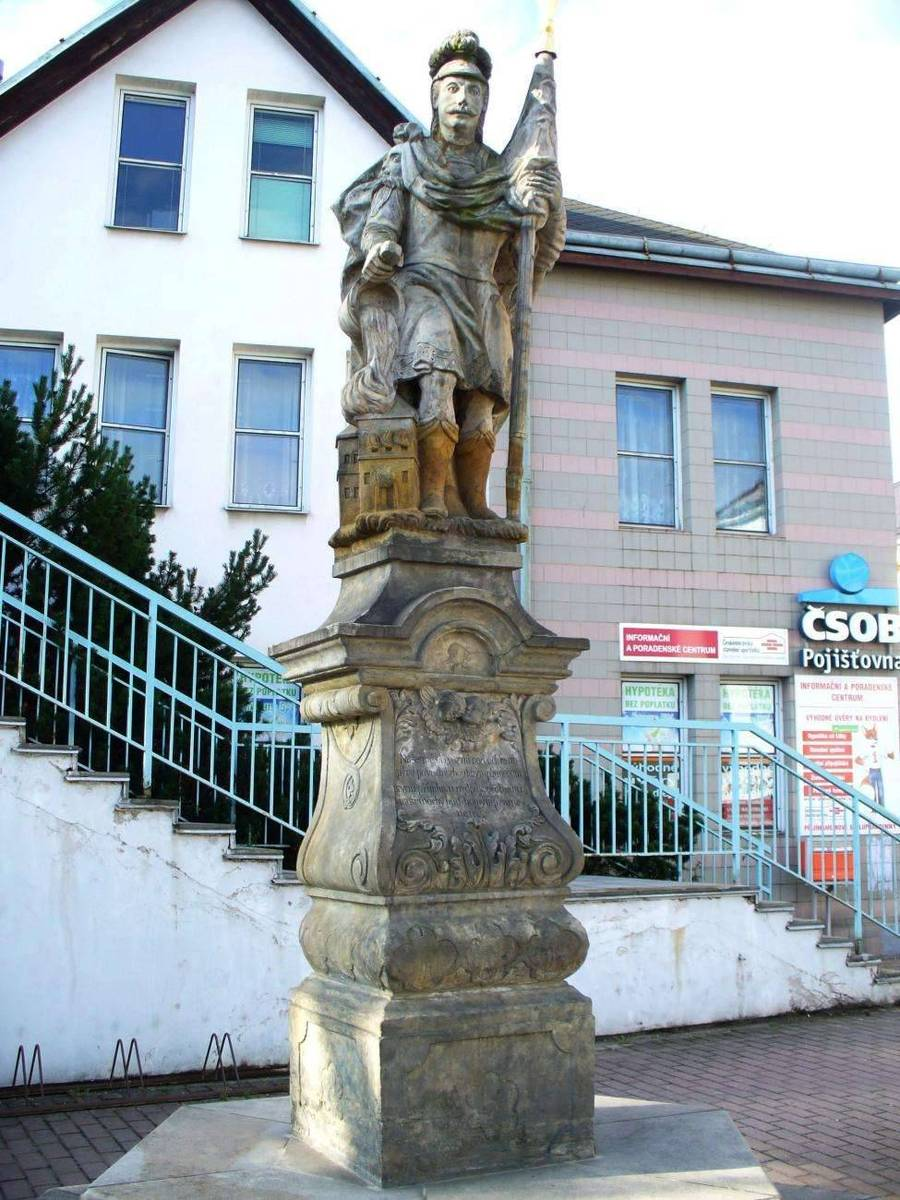
Socha svatého Floriána v ulici Hakenově v Ústí nad Orlicí
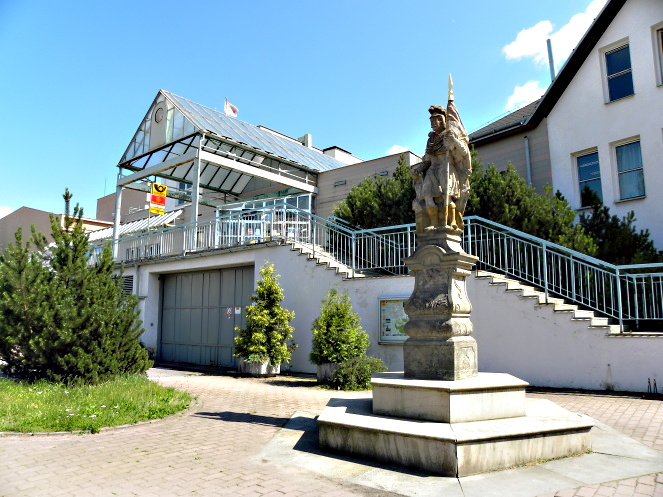
Socha svatého Floriána v ulici Hakenově v Ústí nad Orlicí